# NGC 6088A
NGC 6088A (другие обозначения — MCG 10-23-29, ZWG 298.13, KCPG 485B, PGC 57383) — галактика в созвездии Дракон.
Этот объект не входит в число перечисленных в оригинальной редакции «Нового общего каталога» и был добавлен позднее.